# Fremtidskongressen
Fremtidskongressen (polsk: Kongres futurologiczny) er en science fictionroman fra 1971 af Stanisław Lem.
Romanen blev udgivet på dansk i 1985.
| Bog | Spire Denne artikel om bøger og tidsskrifter er en spire som bør udbygges. Du er velkommen til at hjælpe Wikipedia ved at udvide den. |